# Ozbrojené síly Uzbecké republiky

Standarta ozbrojených sil

Ozbrojené síly Uzbecké republiky (uzbecky O'zbekiston Respublikasi Qurolli Kuchlari) je název sjednocených ozbrojených sil Uzbekistánu skládajících se z pozemních sil, vzdušných a protivzdušných sil, národní stráže a námořnictva. Uvádí se, že jsou největší a nejsilnější ve Střední Asii.[zdroj?]
Uzbekistán a Rusko podepsaly v roce 2005 pakt vzájemné obrany, jehož výsledkem bude také užší vojenská spolupráce. To znamenalo výrazný kontrast s několika lety, kdy se USA ukázala jako oblíbený zahraniční přítel Uzbekistánu, a vztahy s Ruskem byly chladnější.